# Gene Nelson
Gene Nelson (Astoria (Oregon), Estados Unidos, 24 de marzo de 1920-Los Ángeles, 16 de septiembre de 1996) fue un bailarín y actor estadounidense.

## Biografía
Nació en Oregón, pero se mudó a Seattle cuando tenía un año de edad. Estuvo inspirado para aprender a bailar por las películas de Fred Astaire y Ginger Rogers que veía cuando era niño. Después de participar en la Segunda Guerra Mundial — donde además actuó en el musical This Is the Army (Esto es la Armada) —, Nelson trabajó en Broadway (Nueva York) en el musical Lend an Ear.
Posteriormente, trabajó junto a Doris Day en las películas Tea for Two (1950) y Lullaby of Broadway (1951), y en 1959, actuó en la serie de televisión Northwest Passage.